# Santiago Vázquez (actor)
Santiago Vázquez (Buenos Aires, 31 de marzo de 1989 - Punta Cana, 16 de diciembre de 2016) fue un actor, comediante e influencer argentino.

## Carrera
Era el hermano menor del actor Nicolás Vázquez y cuñado de la actriz Gimena Accardi. Desde muy pequeño siguió los pasos de su hermano en el mundo de la actuación. Después de graduarse de la escuela estudió guion, luego producción y más tarde actuación en San Isidro.
Comenzó su carrera en el mundo del stand up, en los especiales de comedia en vivo emitidos por el canal Comedy Central, que lo llevaron a hacerse conocido.
Luego comenzó a actuar en televisión en telenovelas como Sos mi hombre (2013), protagonizada por Celeste Cid y Luciano Castro, Esa mujer (2014), protagonizada por Andrea del Boca, y Esperanza mía (2015 - 2016), protagonizada por Lali Espósito y Mariano Martínez. Allí encarnó el papel de Juanjo, un productor televisivo obsesionado con el índice de audiencia. Además, fue el protagonista de El hermano de…, una serie web dirigida precisamente por su hermano.
En teatro formó parte de la obra El canasto que dirigió su hermano y que se convirtió en obra de culto entre los adolescentes.
Además había comenzado una actividad en redes sociales como influencer, particularmente en Instagram.

## Televisión
- 2008: Casi ángeles - Participación.
- 2013: Sos mi hombre - Juan "Juancito".[4]
- 2014: Esa mujer.
- 2015: Esperanza mía - Juan José "Juanjo".
- 2016: Stund up.

## Teatro
- 2016: El canasto.

## Fallecimiento
Falleció el 16 de diciembre de 2016 a los 27 años, mientras pasaba las vacaciones en Punta Cana (República Dominicana).
La noche anterior a su muerte súbita, había celebrado una fiesta en la playa entre amigos. Según declaraciones, el joven desayunó, charló durante una hora con un amigo, se acostó nuevamente porque no se sentía bien y falleció mientras dormía. La autopsia reveló que Vázquez falleció a causa de un infarto provocado por una miocardiopatía hipertrófica y que unos días antes de su muerte había sufrido dos ataques cardíacos.
Unos días antes de su fallecimiento, Santiago había oficiado de maestro de ceremonias en la boda de Nicolás Vázquez y Gimena Accardi, quienes estaban en una relación desde 2007.